# Charron (entreprise)
Pour les articles homonymes, voir Charron et CGV.

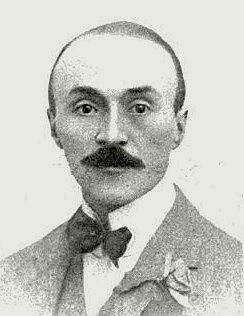
Fernand Charron (1900).

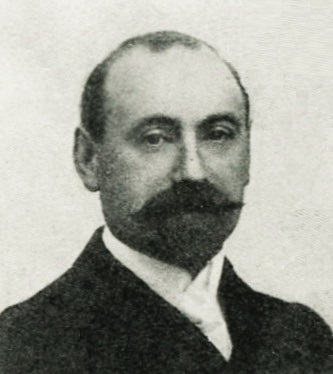
Léonce Girardot (1900).

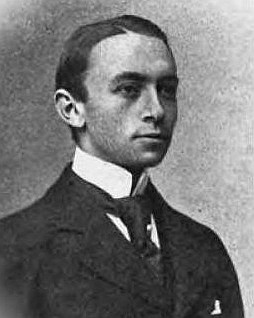
Émile Voigt.

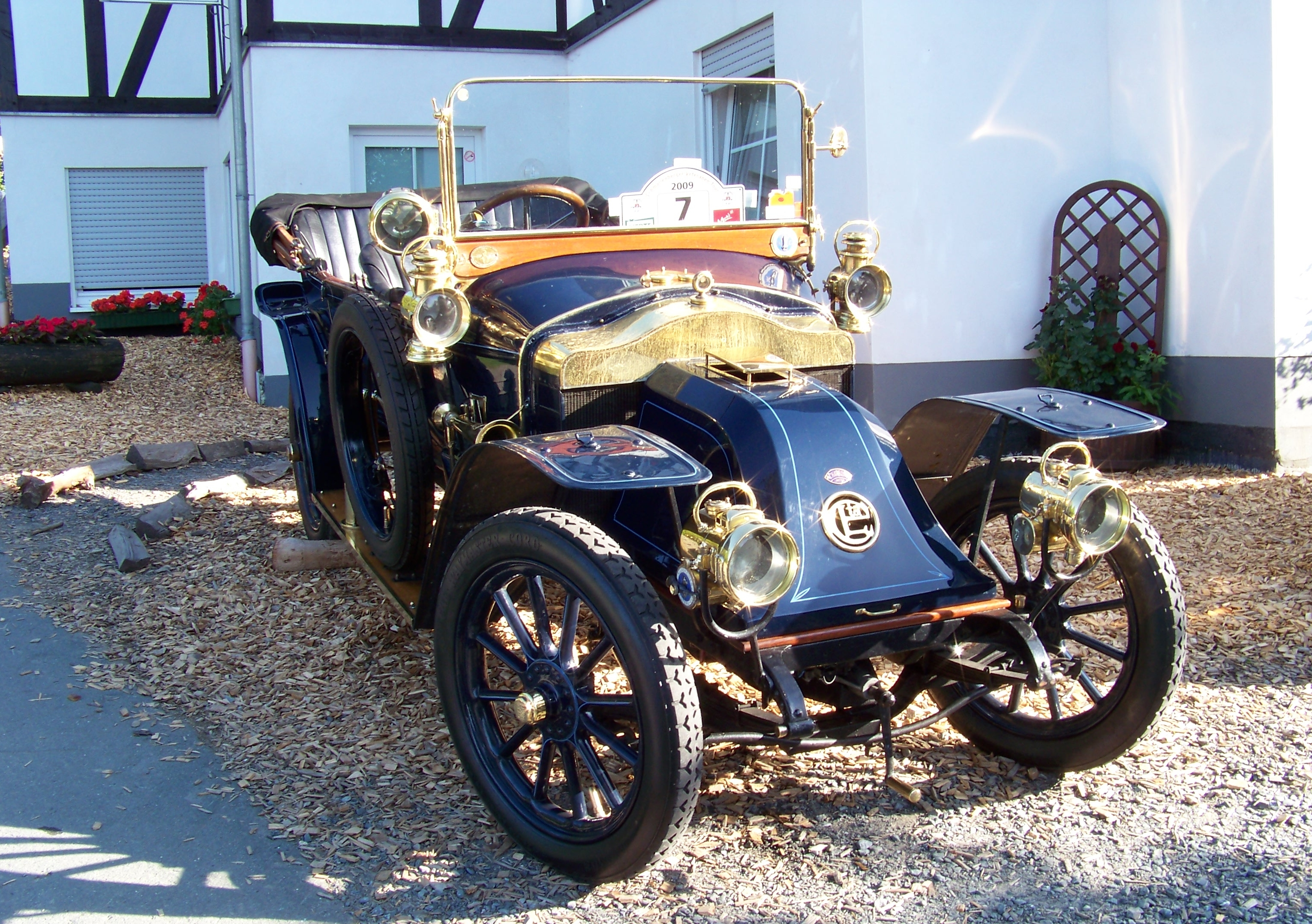
Voiture Charron.

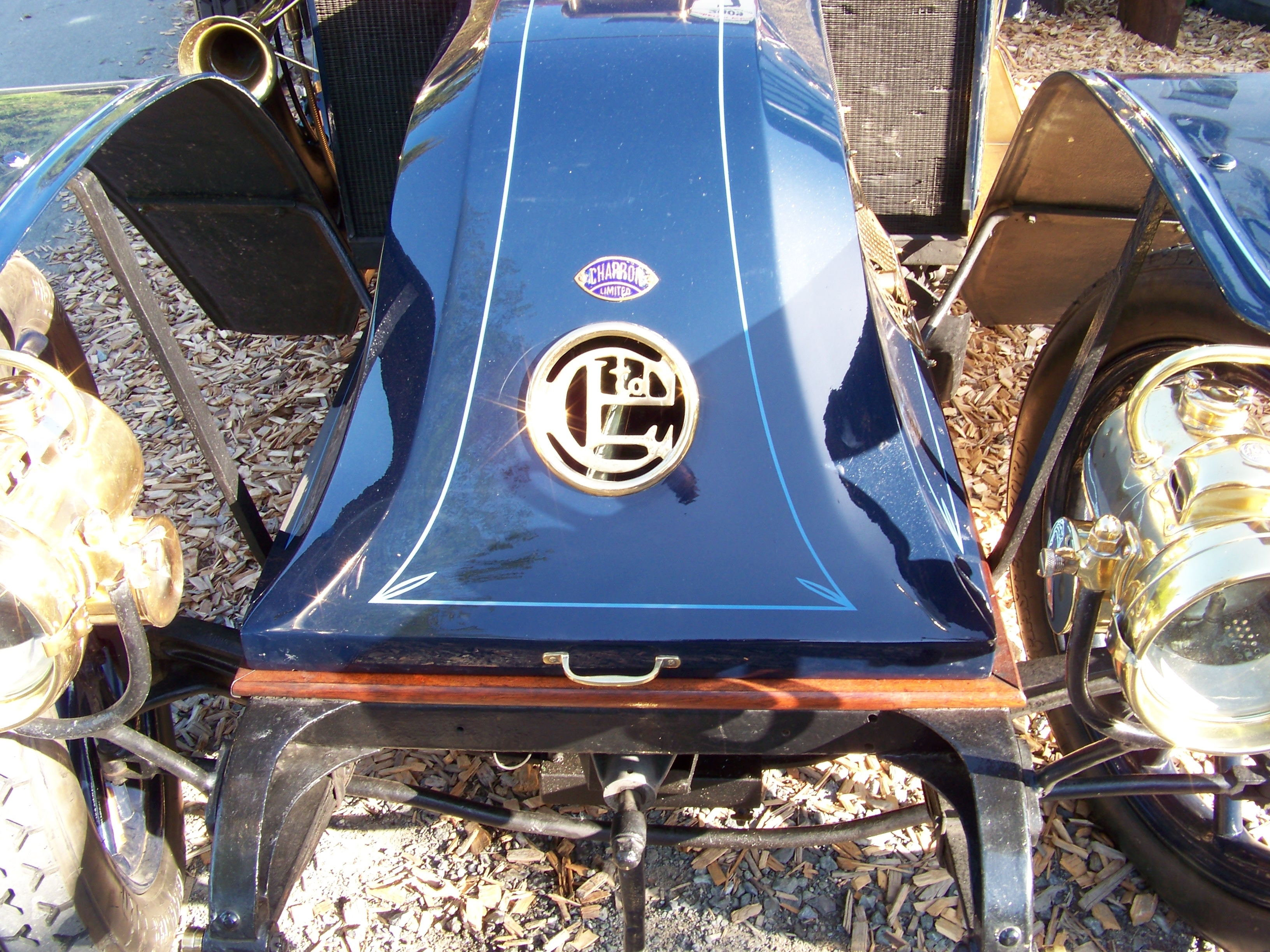
Logo Charron.

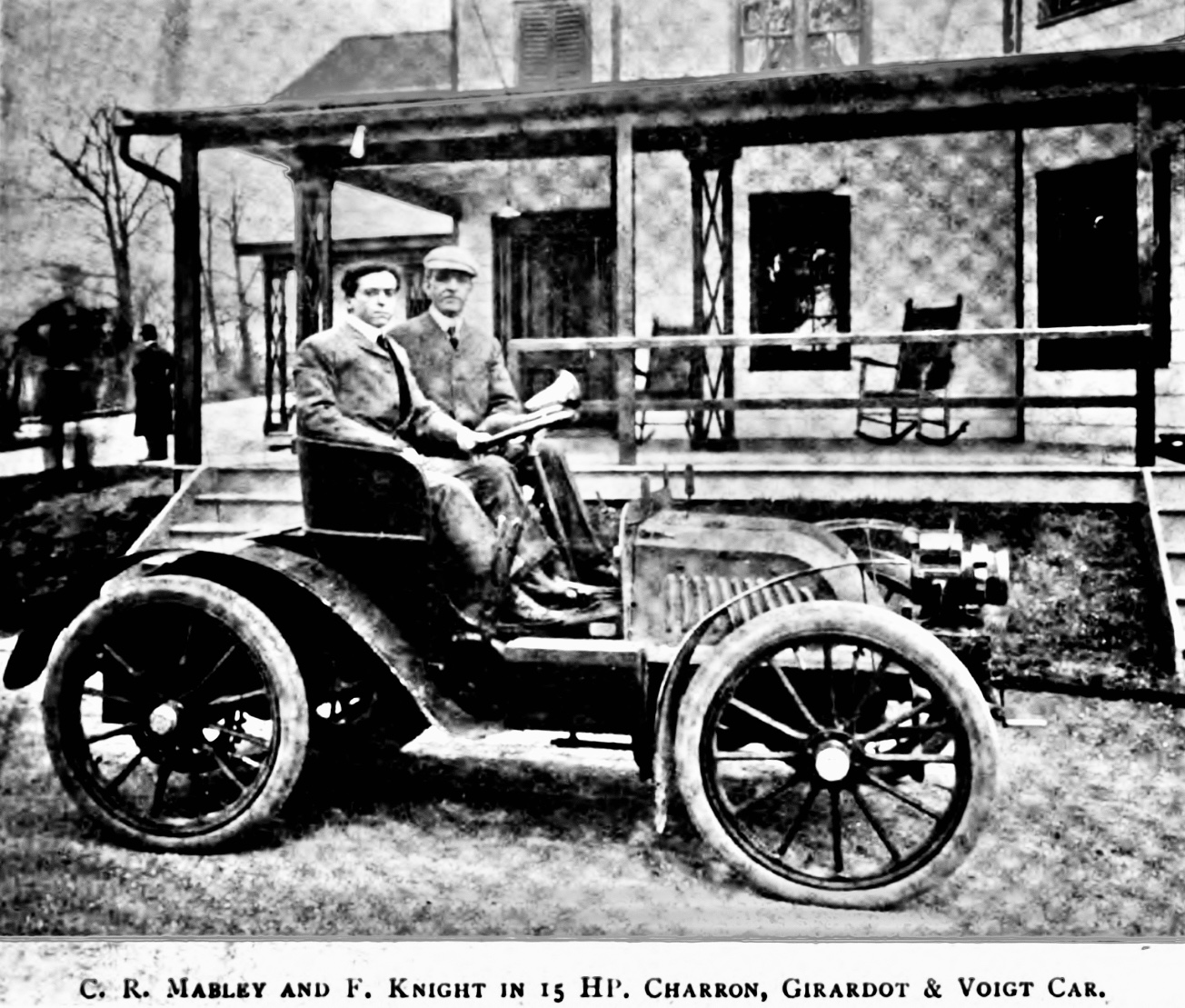
Charron, Girardot & Voigt 15 HP (1902).

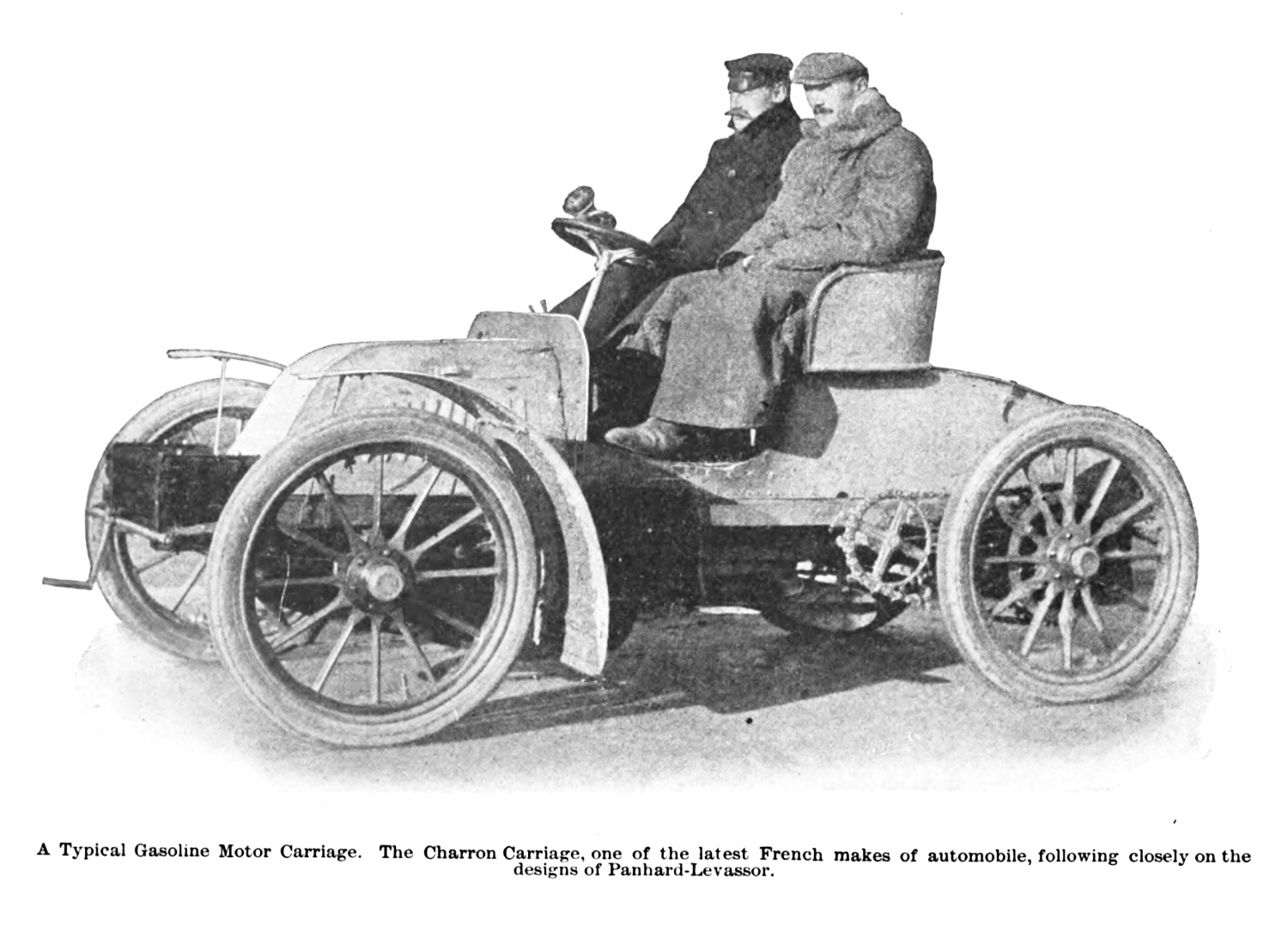
Charron (1903)

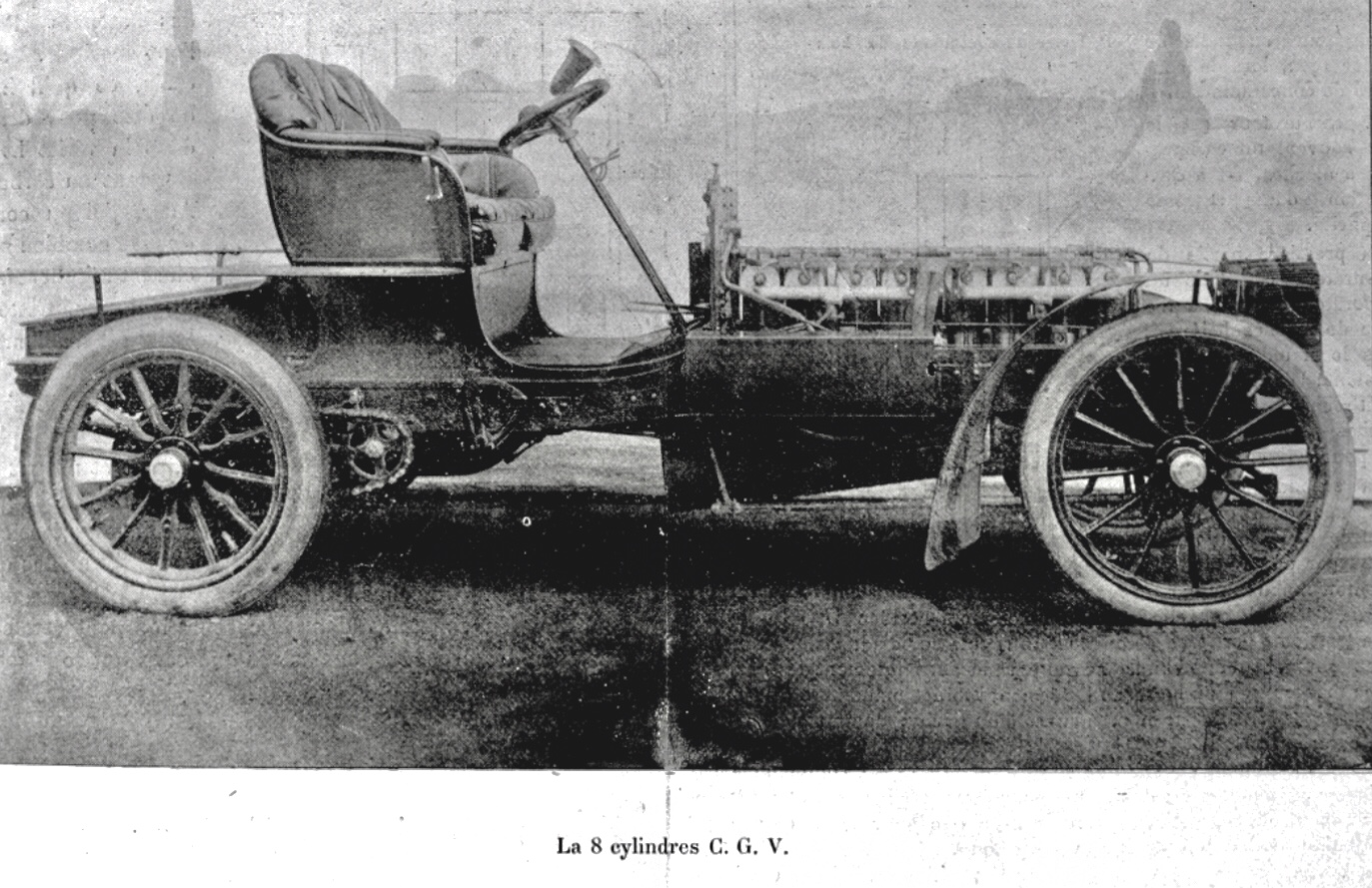
C.G.V. (moteur à huit cylindres en ligne de 7,2 litres) 1903.

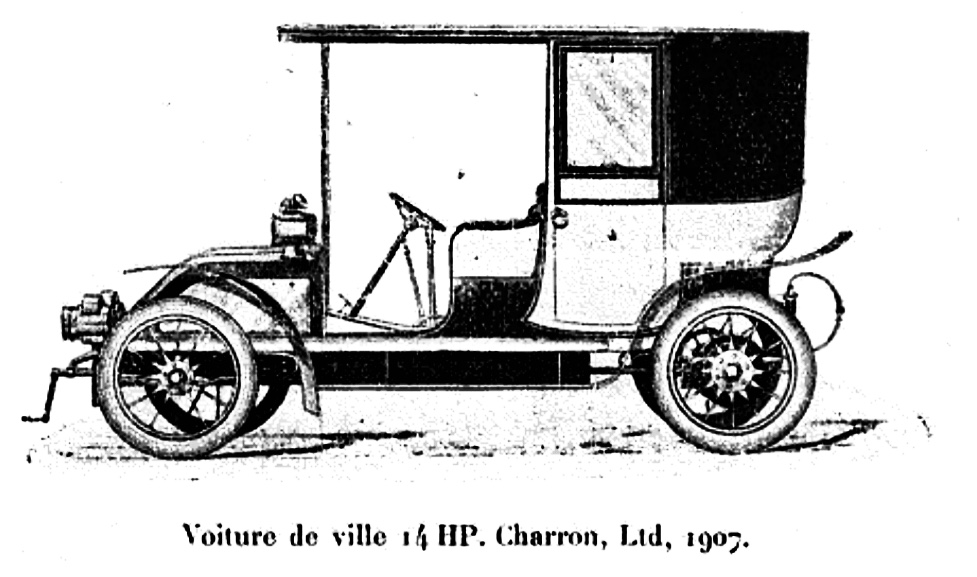
Charron 14 HP 3402 cm³ quatre cylindres (1907).

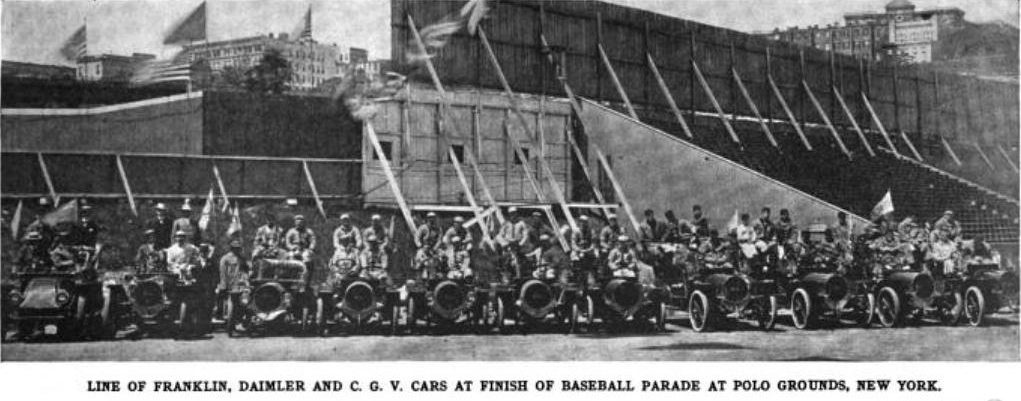
CGV (à D.), finale de baseball de Polo Grounds (NY, 1906).

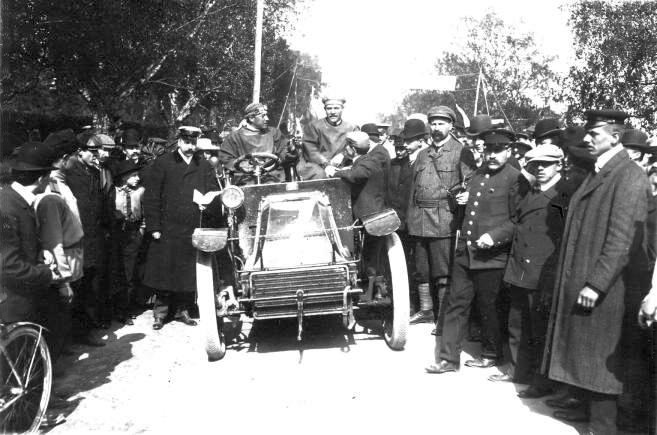
René Champoiseau sur C.G.V. 30 hp, deuxième du premier Saint-Pétersbourg-Moscou en 1907 (ici à Moscou).

Charron est un ancien constructeur français d'automobiles connu également sous le nom de Automobiles Charron-Girardot-Voigt (CGV).

## La société
Fondée en 1901 par les trois associés Fernand Charron, Léonce Girardot et Émile Voigt, la société débute sous les initiales C.G.V. et s'installe à Puteaux (avec Étienne Giraud pour metteur au point, transfuge de Panhard). L’usine était située au 7, rue Ampère , Puteaux .
En 1905, son capital est de deux millions de francs.
Girardot démissionne en 1906, l'entreprise prend la dénomination Automobiles Charron. 
En 1912, Charron lance l'Alda (acronyme de « Ah ! La Délicieuse Automobile »).

## Les modèles
Le premier modèle à quatre cylindres de trois litres utilise une transmission à chaîne.
Dès 1903, C.G.V propose l'une des premières voitures avec moteur à huit cylindres en ligne de 7,2 litres.
Il faut attendre 1906 pour l'implantation d'un arbre de transmission.
En 1907, cinq moteurs différents ont été proposés.
Un quatre cylindres de 14 HP de 3402 cm³ avec un alésage de 95 mm et une course de 120 mm. Un quatre cylindres de 20 HP de 4942 cm³ avec un alésage de 110 mm et une course de 130 mm. Un quatre cylindres de 30 HP de 6786 cm³ avec un alésage de 130 mm et une course de 150 mm. Un quatre cylindres de 50 HP de 9852 cm³ avec un alésage de 140 mm et une course de 160 mm. Un quatre cylindres de 75 HP de 12868 cm³ avec un alésage de 160 mm et une course de 160 mm .
Le modèle "10 HP" de 1913 est équipé d'une boîte à trois vitesses, de freins sur les roues arrière, de deux essieux rigides suspendus sur ressorts elliptiques. Le moteur à quatre cylindres en ligne de 1,6 l de cylindrée est équipé de soupapes latérales.
En 1906, une Charron 30CV devient la voiture d'Armand Fallières, président de la République française.
En 1914, la marque présente un petit modèle 6 CV d'un litre de cylindrée. Grâce aux achats de l'armée, Automobiles Charron traverse la Grande Guerre.
En 1919, la gamme s'élargit à sept modèles, mais rapidement le succès n'est plus au rendez-vous et la gamme se réduit à trois modèles l'année suivante. En 1925, il ne reste que la 12/14 CV à moteur à six cylindres de 2,7 litres.

## Innovations
Une des originalités du constructeur a été d'élaborer les premiers véhicules armés et blindés destinés à l'armée française, dès 1902. Réalisée à partir d'une voiture de 50 ch, l'automitrailleuse Charron modèle 1906 est armée d'une mitrailleuse Hotchkiss de 8 mm, montée sur une tourelle circulaire.
Une première commande de deux voitures automitrailleuses est passée en 1906 par l'armée russe.

## Littérature
En 1907, l'écrivain Octave Mirbeau (1848-1917) a dédié « à Monsieur Fernand Charron » La 628-E8, un récit de voyages à travers la France, la Belgique, la Hollande et l'Allemagne, qui doit son titre au numéro d'immatriculation de l'automobile achetée à ce constructeur, dont il fait un vif éloge.

## Liens externes

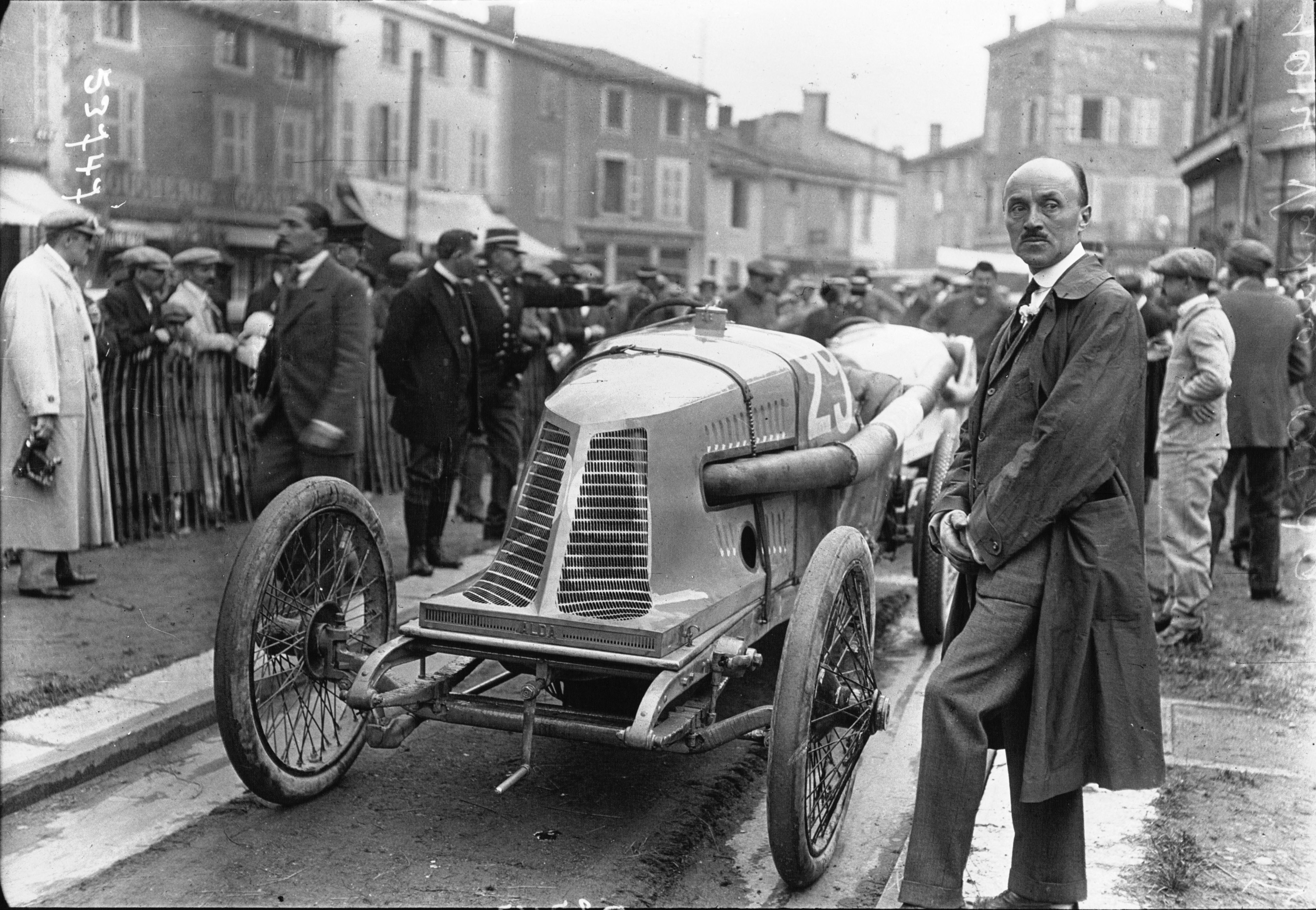
Fernand Charron au Grand Prix de France 1914, devant son Alda.

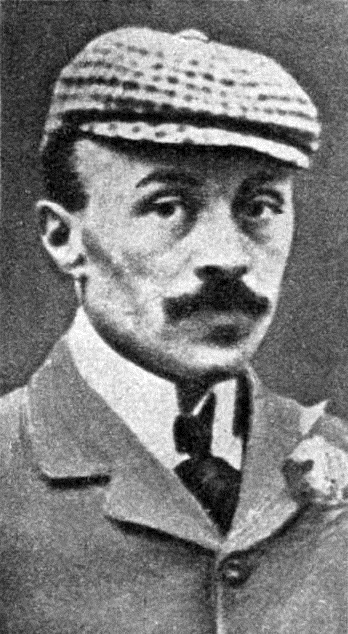
Fernand Charron en décembre 1920.